# Daniel Goddard
Daniel Richard Goddard II (Sydney, 28 agosto 1971) è un attore e modello australiano naturalizzato statunitense.

## Biografia
Si è trasferito all'Ensemble Actors Studio prima di concludere la laurea in Finanza e, dopo alcune apparizioni teatrali, ha debuttato in televisione nel ruolo di Eric Phillips nella soap opera australiana Home and Away.
Dopo questa esperienza, Goddard è partito per Hollywood per diventare modello di Calvin Klein e Dolce & Gabbana. Ha interpretato un ruolo da protagonista nella serie BeastMaster dal 1999 al 2002 ed è tornato in Australia per dedicarsi alla televisione. Il 12 gennaio del 2007 si è unito al cast di Febbre d'amore nel ruolo di Cane Ashby. Esce dal cast nel 2019.
Nel 2025 entra nel cast della soap opera General Hospital nel ruolo di Henry Dalton.
Goddard e sua moglie Rachel hanno due figli: Ford Martin Goddard e Sebastian William Goddard, nato il 19 dicembre 2008.

## Filmografia

### Cinema
- Dream Warrior, regia di Zachary Weintraub (2003)
- Age of Kali, regia di Rafal Zielinski (2005)
- These Boots Are Made for Walken, regia di Jeremy Pack - cortometraggio (2007)
- The Perfect Sleep, regia di Jeremy Alter (2009)
- Immortally Yours, regia di Joe Tornatore (2009)

### Televisione
- Home and Away – serial TV, 10 puntate (1994-1995)
- South Pacific, regia di Richard Pearce - film TV (2001) - non accreditato
- BeastMaster – serie TV, 65 episodi (1999-2002)
- Una nuova vita per Zoe (Wild Card) – serie TV, episodio 1x15 (2004)
- Detective Monk – serie TV, episodio 2x14 (2004)
- Lightspeed, regia di Don E. FauntLeRoy - film TV (2006)
- Febbre d'amore – serie TV, 542 episodi (2007-2019)
- General Hospital – soap opera (2025-in corso)

## Doppiatori italiani
Nelle versioni in italiano dei suoi film, Daniel Goddard è stato doppiato da:
- Stefano Crescentini in Detective Monk
- Teo Bellia in BeastMaster (1° voce)
- Andrea Lavagnino in BeastMaster (2° voce)